# Aéroport international Arturo Michelena
L'aéroport international Arturo Michelena (code IATA : VLN • code OACI : SVVA) est situé à Valencia dans l'État de Carabobo au Venezuela.

## Situation
| Barcelona Barquisimeto Caracas Ciudad · Bolívar Ciudad Guayana Mérida Coro Cumaná El Vigía Maracaibo Porlamar Puerto · Ayacucho Punto Fijo San Fernando de Apure San Tomé Valencia Los Roques La Fría Maturín Canaima |

## Compagnies et destinations
| Compagnies                    | Destinations |
| ----------------------------- | --- |
| Aerolineas Estelar            | Santo Domingo, Venezuela (en) |
| Conviasa                      | Ciudad Guayana, Porlamar-Del Caribe Santiago Mariño |
| Copa Airlines                 | Panama-Tocumen |
| SATENA                        | Bogota-El Dorado |
| Sky High (compagnie aérienne) | Saint-Domingue Las Américas |
| Turpial Airlines              | - Maracaibo-La Chinita, - Panama-Tocumen, - Porlamar-Del Caribe Santiago Mariño, - Punta Cana, - Saint-Domingue Las Américas - Santo Domingo, Venezuela (en) |

Édité le 07/04/2018  Actualisé le 6/12/2023